# Путинга
Путинга (порт. Putinga) — муниципалитет в Бразилии, входит в штат Риу-Гранди-ду-Сул. Составная часть мезорегиона Северо-восток штата Риу-Гранди-ду-Сул. Входит в экономико-статистический микрорегион Гуапоре. Население составляет 4059 человек на 2006 год. Занимает площадь 219,937 км². Плотность населения — 18,5 чел./км².

## История
Город основан 26 декабря 1963 года.

## Статистика
- Валовой внутренний продукт на 2003 составляет 74 801 816,00 реалов (данные: Бразильский институт географии и статистики).
- Валовой внутренний продукт на душу населения на 2003 составляет 17 554,99 реалов (данные: Бразильский институт географии и статистики).
- Индекс развития человеческого потенциала на 2000 составляет 0,807 (данные: Программа развития ООН).